# Антоничева, Марта Юрьевна
Марта Юрьевна Антоничева (род. 8 марта 1981 года, Баку) — российская учёная-филолог, литературный критик, прозаик, режиссёр документального кино.

## Биография
Родилась в 1981 году в Баку, после переехала в Саратов. Закончила СГУ им. Н. Г. Чернышевского, факультет филологии и журналистики. Вторая специальность — «Переводчик в сфере профессиональной коммуникации» (англ. яз.). 
Кандидат филологических наук (тема диссертации: «Границы реальности в прозе В. Набокова: Авторские повествовательные стратегии »). Автор статей о В. Набокове, А. Ахматовой, С. Соколове, А. Битове, Д. Галковском, Л. Кэрролле.
Снимает все фильмы в соавторстве с Львом Гришиным. Член гильдии неигрового кино и телевидения.
Много лет работала журналистом, сотрудничала с большинством саратовских СМИ, в том числе с Саратовской епархией в качестве шеф-редактора сайта. Сотрудничала как с местной, так и с федеральной православной прессой («Православный портал», «Православие.РУ»). После длительное время работала главным редактором новостного сайта. 
C 2013 года - обладатель гранта Живого Журнала, блогер. В 2013-2015 ее блог входил в топ-10 Поволжского региона и в топ-300 Живого журнала. В этом качестве в течение нескольких лет выступала экспертом в Best Instyle Beauty Buys, а в 2016 году победила в Live Organic Awards. В 2024 году завершила предпринимательскую деятельность.
Живет в Саратове.

## Литературная критика
Первая публикация - в 2005 году в журнале «Континент». В дальнейшем активно публиковалась в журналах «Знамя», «Октябрь», «Урал», Волга, «Литературная учеба», газете «Литературная Россия» и др.
Принимала участие в 3–6 форумах молодых писателей России, 1–2 форумах молодых писателей ПФО.
Входила в шорт-листы «Ильи-премии» (2007), Астафьевской премии (2008), 4-го Международного литературного Волошинского конкурса, была названа «автором года» газеты «Литературная Россия» (2008) и автором «статьи года» в журнале «Литературная учеба» (2007).
Шорт-листер 9 международного Волошинского конкурса (2011). Финалист премии «Дебют» 2006 года (критика и эссеистика).

## Документальное кино

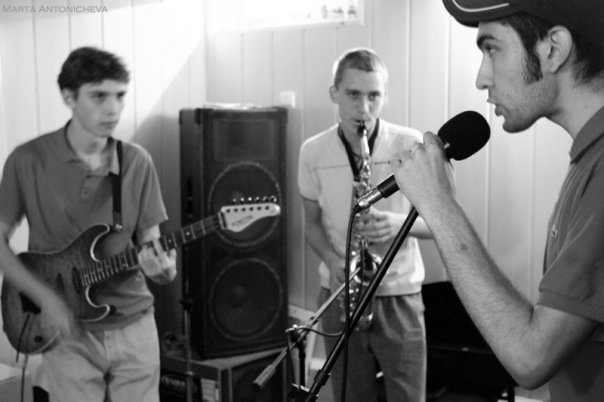

Дебютный фильм «Танцуй, пока играет музыка» - 2009 года. Он вошел в список 22 документальных фильмов о музыкантах начиная с 1977 года до наших дней по версии портала «Openspace»/ «Colta».
В фильме снимались саратовские группы: "Час цунами", "Любители этого дела", "Last train". 
Главные герои фильма – трое молодых музыкантов из трех саратовских групп. Они пытаются определить, чем для них является музыка и какое будущее их ждет. В диалог вступают психолог, писатель Роман Арбитман и философ. В фильме проводятся аналогии: «музыка-идеология», «музыка-стиль жизни», «музыка-маргинальность». Герои развенчивают существующие клише и создают собственные.
«Танцуй, пока играет музыка» — фраза из книги Харуки Мураками «Дэнс, Дэнс, Дэнс». Полностью цитата появляется в фильме и выглядит следующим образом: «А другого способа нет. <…> Обязательно нужнотанцевать. Мало того: танцевать очень здорово и никак иначе. Так, чтобы все на тебя смотрели. И толькотогда нам, возможно, удастся тебе помочь. Так что — танцуй. Пока играет музыка — танцуй.ПОКАИГРАЕТМУЗЫКАТАНЦУЙ…» (Мураками X. Dance, dance, dance… СПб., Амфора, 2001. С.157).
Фильм принимал участие в конкурсе «Лавровая ветвь» (Москва, 2009), в фестивалях «Саратовские страдания» (2009), «Дебоширфильм-Чистые грезы» (Санкт-Петербург, 2009), «Невиданное кино» (Маарду, Эстония, 2010), «Боммер» (Харьков, Украина, 2010), «Флаэртиана-онлайн» (2010), «Short-TV» (Москва, 2011), «SpaceLiberty» (Украина, 2011), «VAU-Fest» (Украинка, Украина, 2011), "Ножницы V. 4.0" (Санкт-Петербург, 2011), премии имени Арсения и Андрея Тарковских (Киев, 2011), Filmic Film Festival (Manchester, England, 2011), "Дни этнографического кино" (Москва, 2011), "ArtoDocs" (Санкт-Петербург, 2011), "Зеленое яблоко IX" (Новосибирск, 2011).  
Обладатель приза прессы на фестивале «Саратовские страдания» (2009), приза за лучший документальный фильм на фестивале короткометражного кино «Short-TV» (2011).
Фильм на Vimeo.

Второй фильм «А я тебя нашел!» (2012). Авторская аннотация гласит , что "это короткий фильм о длинной человеческой жизни. Точкой отсчета стала  смерть мужа главной героини, которого она знала с самого детства. Ее воспоминания реверсивно проводят зрителя через их долгую семейную жизнь к главному событию – их свадьбе. Таким образом, картина начинается с момента смерти (формального финала) и заканчивается историей знакомства героев. Сам процесс воспоминания, на котором строится фильм, и является постепенным воссоединением утраченного счастья, возвращением к нему.
На протяжении фильма героиня пытается вспомнить рассказ И.Бунина, который слышала в детстве. Это история о жизни человека, о желании человека жить долго и одновременно напоминании о ее быстротечности.
Фильм ограничен пространством квартиры, в которой живет героиня. Дом заполнен разными вещами, каждые из которых хранят историю ее жизни, создают особый мир, некое мифическое пространство, наполненное прошлым.
Характер взаимоотношений героев напоминает рассказ «Старосветские помещики» Н.Гоголя. Герои создают определенное аутентичное пространство собственной любви, свой мир, в котором они живут и каждый предмет отражает их характер и эмоции. Это замкнутое на них самих пространство в какой-то момент разрушается, когда жена теряет мужа. Но их мир остается неизменным, это перемена извне – герой не умер, он, словно вышел ненадолго и вот-вот появится".
Фильм принимал участие в фестивалях Ennenagematu film (Estonia, 2012); International Patras Film Festival (Grecce, 2012); Саратовские страдания (Россия, 2012); Дни этнографического кино (Россия, 2012); Арт-лента (Россия, 2012); Золотое яблоко (Россия, 2012); Чистые грезы (Россия, 2012, диплом за «утверждение вечной любви»), Dokubazaar (Slovenia, 2012), ММКФ (Россия, 2013).
Фильм на Youtube.

## Драматургия
Лонглистер драматургического конкурса «Евразия» 2015 года (с пьесой «Взрослые же все люди»; номинация – «Пьеса для большой сцены»). Лауреат второй премии драматургического конкурса «Евразия» 2015 года за пьесу «Дурацкое детство» (номинация «Пьеса для детского театра»), эта же пьеса вошла в шорт-лист Волошинского конкурса 2015 года. Читки пьес проводились в разных городах России.
Марта Антоничева, пьеса "Точки пересечения". Читают артисты Саратовского театра драмы им. Слонова.

## Проза
Рассказы публиковались в журналах "Волга", "Дружба народов", газете EX-Libris НГ, порталах "Прочтение", "Дистопия" и др.
Дебютный сборник рассказов "1003-й свободный человек" (ЭКСМО, 2021) вошел в длинные списки премий "Национальный бестселлер" (2019) и «АБС-премии» (2022), рассказы переводились на английский и словацкий языки.
Призер литературного конкурса ОСЕНЬ кинофест "Искусственный интеллект. Рассказ "Разговор с человеком" автор Марта Антоничева. 1 место. Читают - актер театра и кино Дмитрий Матвеев и писатель, лауреат Литературной премии "Русский Букер" Александр Снегирев (рассказ прочитан в сокращении, полная версия - в Журнальном зале).
Редактор литературной школы Band рекомендовала рассказ "Разговор с человеком" начинающим авторам, чтобы писать лучше.